# Домарат из Пержно
Домарат Пержно или Ивна (пол. Domarat z Pierzchna, z Iwna; умер в 1399/1400) — генеральный староста Великой Польши в 1383—1387 годах, каштелян познанский в 1382 году, староста мендзыжечский в 1384 году.

## Биография
Он происходил из семьи Гржимала из Великой Польши, имевшей одноимённый герб.
Сын Ярослава Ивенского, каштеляна познанского, воеводы познанского и давнего доверенного сотрудника короля польского Казимира III Великого. Домарат Ивенский впервые упоминается как посланник архиепископа гнезненского Януша Сухывилька в Авиньон в 1373 году. В 1378 году он упоминается как староста Мендзыхода. После смерти Елизаветы Польской в 1380 году Домарат оказался в совете наместников Королевства Польского, назначенном Людовиком Венгерским. Оппозиция противников короля Людовика была против него. В 1381 году он возглавил экспедицию против Бартоша Везенборга, возглавлявшего партию, поддерживавшую князя Земовита IV Мазовецкого, а с 1384 года руководил военными действиями против этой оппозиции (так называемая Война Гржималитов и Наленчей).
Последний раз Домарат из Ивно упоминается в источниках 26 мая 1399 года, а умер он 23 января 1400 года, поскольку тогда под суд предстала вдова Домарата Ханка и ее несовершеннолетние дети. Его братьями были Дзерслав (Дзержко) из Ивно и Мрочек из Зайончково.